# Saracinesco
Saracinesco è un comune italiano di 178 abitanti della città metropolitana di Roma Capitale nel Lazio. Dal 2001 fa parte dell'Unione dei comuni Valle del Giovenzano.

## Geografia fisica

### Territorio
Saracinesco sorge a 908 metri sul livello del mare sulla cima di un rilievo del gruppo montuoso dei monti Ruffi.
In cima al ventoso e arroccato nucleo storico dai vicoli rivestiti di pietra calcarea vi sono i resti di una fortezza dell’XI secolo. Molti e affascinanti gli scorci panoramici, sulla Valle dell'Aniene a nord ovest e sul crinale dei Monti Ruffi a sud est.

### Clima
Le sue temperature differiscono molto rispetto a Roma, con circa cinque gradi di differenza in meno. L'estate è fresca e ventilata. L'inverno è freddo e lungo con temperature che spesso scendono sotto lo zero. La neve può cadere abbondante e perdurare al suolo diversi giorni. Le nevicate, tuttavia, sono diminuite rispetto al passato.
- Classificazione climatica: zona E, 2787 GR/G

## Storia
È molto probabile, nonostante non siano stati svolti studi in tal senso, che il nome del paese derivi dall'associazione alla saracinesca, che costituiva un ottimo strumento di difesa per castelli e insediamenti in posizioni rialzate (Saracinesco si trova a 1000 metri s.l.m.) da invasioni nemiche. È probabile che in passato questa zona avesse incontrato più volte problemi di sistemazione definitiva dei suoi abitanti, causa le continue invasioni. Non sarebbe strano, dato che Saracinesco si trova esattamente al confine tra i due vecchi Stati preunitari di Stato della Chiesa e Regno delle Due Sicilie. Il nesso coi saraceni sarebbe, quindi,  nient'altro che retorico, legato alla "saracinesca". Quest'ultima, molto probabilmente, prende questo nome perché attivamente usata nel Medioevo per respingere i saraceni (arabi), che tuttavia non si sono mai spinti a nord della Puglia. Gli stessi insediamenti saraceni del Mezzogiorno italiano - eccetto la Sicilia, dove si ebbero insediamenti consistenti e che hanno lasciato tracce sulla cultura dell'isola - non erano abbastanza estesi, potenti e numerosi da poter muovere verso nord e fondare nuovi insediamenti, peraltro su una linea di frontiera con lo Stato dei Papi costantemente battuta e sorvegliata dagli eserciti pontifici. Ciò detto, la spiegazione più plausibile è che l'abitato di Saracinesco abbia dovuto difendersi da una serie di attacchi che l'hanno portato ad assumere il nome della saracinesca, una grata punzonata che doveva servire proprio a sbarrare la strada dell'abitato ai nemici. 

### Simboli
Lo stemma comunale è stato concesso con regio decreto del 31 maggio 1928.
Il gonfalone, concesso con D.P.R. del 19 gennaio 1966, è un drappo partito di bianco e d'azzurro.

## Monumenti e luoghi d'interesse
Luoghi di Interesse
• Monte Costasole 1253m è la vetta più elevata dei Monti Ruffini
• Museo civico del tempo all'aperto
• Ruderi dell'acquedotto Romano " Anio Novus"

### Architetture religiose
- Chiesa di San Michele Arcangelo, costruita nel XIII secolo
- Rocca benedettina dell'XI secolo

## Società

### Evoluzione demografica
Abitanti censiti

### Etnie e minoranze straniere
Al 31 dicembre 2015 a Saracinesco risultavano residenti 19 cittadini stranieri, la nazionalità più rappresentata è:
- Romania: 8 (4,32%)

### Tradizioni e folclore
• A Saracinesco è storica la Sagra della Polenta, che      vede le sue origini risalire al 29 settembre 1991, giorno dedicato a San Michele Arcangelo, patrono del paese, e festeggiata, per tradizione, l'ultima domenica di settembre.
- Corteo storico rievocativo del passaggio di Corradino di Svevia (18 agosto 1268) - metà di agosto

Economia
• L’agricoltura e la pastorizia rivestono ancora oggi un ruolo di primo piano nell’economia saracinescana, 

## Cultura

### Istruzione

#### Musei
- Museo del tempo - museo all'aperto di orologi solari

## Amministrazione

### Altre informazioni amministrative
- Fa parte della Comunità montana dell'Aniene

Gemellaggio:
• TĂTĂRANU  (Provincia di Vrancea Romania)
• Comune di LA MOUTADE (Francia)